# Encarnación
La encarnación (del latín in carnare, literalmente, "hacerse carne") se refiere a la concepción y nacimiento de un ser que siente como manifestación material de una entidad no física, dios o fuerza cuya naturaleza original es inmaterial. Como concepto en su contexto religioso, significa el descenso desde el cielo, permanente o temporal, de una deidad, espíritu o potencia divina a alguna forma humana o animal en la Tierra.
En un nivel filosófico, puede significar la representación o personificación concreta de un concepto abstracto. Los dioses en la Historia Antigua suelen ser considerados como la encarnación de la suprema justicia.
La encarnación está muy presente en muchas culturas de la Antigüedad, con la convicción de que el rey es la manifestación o filiación del dios nacional supremo. También aparece, entre otras religiones, en el cristianismo, budismo, hinduismo y espiritismo, aunque en estas últimas existe otro concepto diferente, la reencarnación.

## Bahaísmo
En la fe bahaí, no se ve a Dios encarnado en este mundo y no se lo ve como parte de la creación, ya que no puede dividirse y no desciende a la condición de sus criaturas. Las manifestaciones de Dios tampoco se ven como una encarnación de Dios, sino que se entienden como un espejo perfecto que refleja sus atributos en este mundo material.

## Budismo
El budismo es una religión no teísta que niega el concepto de deidad creadora o cualquier encarnación de una deidad creadora. Sin embargo, el budismo enseña la doctrina del renacimiento y afirma que los seres vivos renacen, sin fin, reencarnándose como devas (dioses), semidioses, seres humanos, animales, fantasmas hambrientos o seres infernales, en un ciclo de samsara que se detiene solo para aquellos que alcanzan el nirvana (nibbana).
En el budismo tibetano, se cree que un maestro espiritual iluminado (lama) se reencarna y se le llama tulku. Según Tulku Thond, existen tres tipos principales de tulkus. Las emanaciones de los budas, las manifestaciones de adeptos altamente realizados y los renacimientos de maestros altamente virtuosos o amigos espirituales. También hay auténticos tipos secundarios, donde se incluyen tulkus no reconocidos, tulkus bendecidos y tulkus caídos del camino.

## Cristianismo

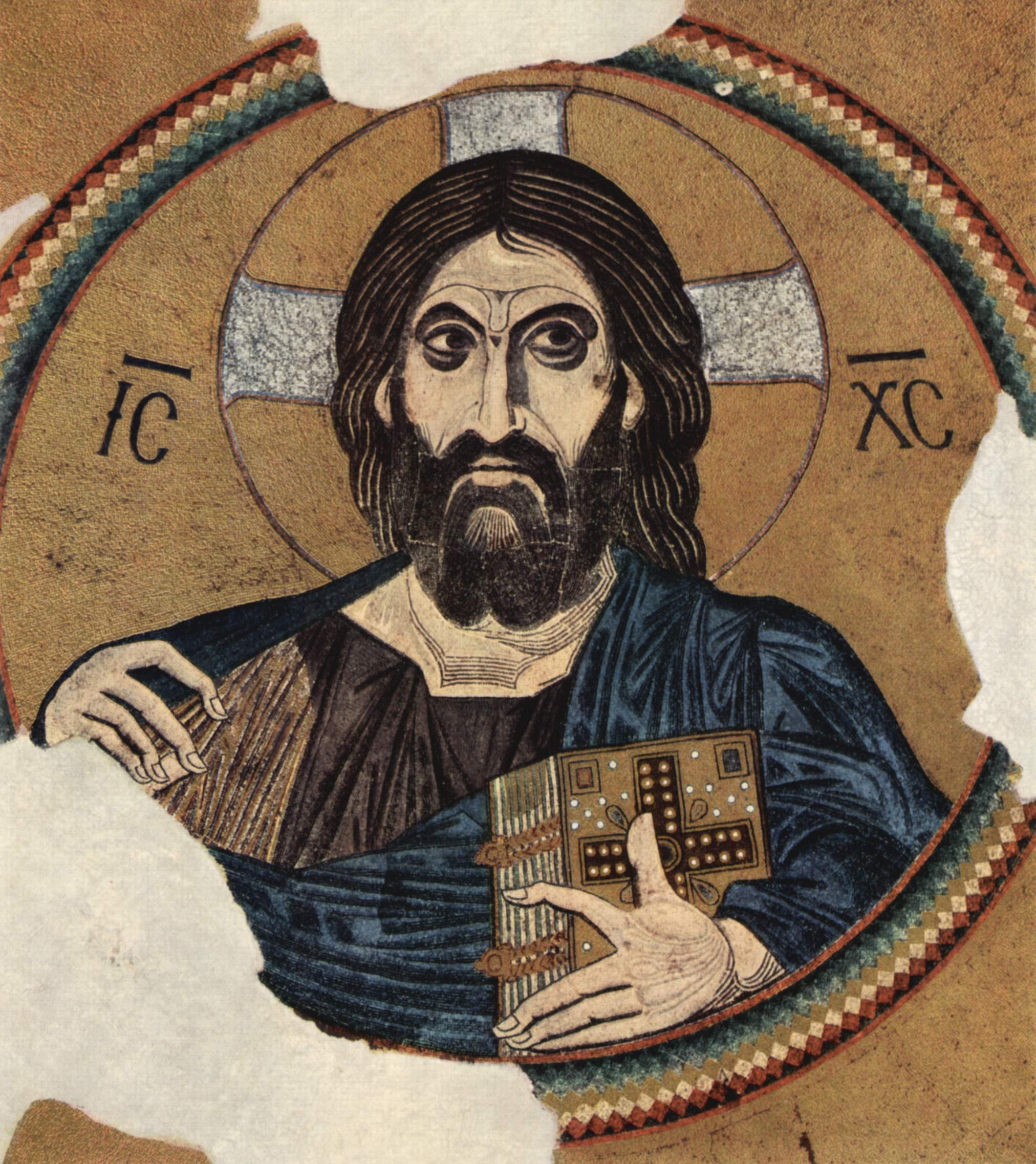
Cristo Pantocrátor, Dios encarnado en la nueva fe cristiana. Mosaico del Monasterio de Dafni, cerca de Atenas, c. 1080-1100.

La encarnación de Cristo es una doctrina cristiana central y constitutiva de que Dios se hizo carne, asumió una naturaleza humana y se convirtió en un hombre en la forma de Jesús de Nazaret, el Hijo de Dios y la Segunda Persona de la Trinidad, para ofrecer la salvación de la humanidad.
Esta posición cristiana fundacional sostiene que la naturaleza divina del Hijo de Dios estaba perfectamente unida con la naturaleza humana en una Persona divina, Jesús, haciéndolo a la vez verdaderamente Dios y verdaderamente hombre. El término teológico para esto es la unión hipostática: la Segunda Persona de la Trinidad, Dios Hijo, se hizo carne cuando fue concebida milagrosamente en el vientre de la Virgen María. Los pasajes bíblicos tradicionalmente referidos en relación con la doctrina de la Encarnación incluyen Juan 3:1-21, Colosenses 2:9 y Filipenses 2:7-8.

## Hinduismo

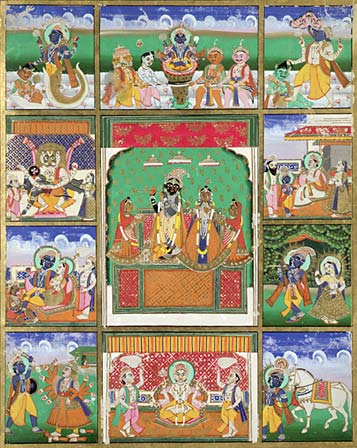
Los diez avatares de Visnú, según una pintura krisnaísta (en el sentido de las agujas del reloj, desde la esquina superior izquierda): Matsia, Kurma, Varaja, Vamaná, Krisna, Kalki, Buda, Parasuram, Rama y Narasinja; en el centro: Krisna con Radha.

En el hinduismo existe una doctrina más compleja de la encarnación de Visnú basada en su renacimiento y en sus tradiciones teístas del Avatar. Avatar, que literalmente significa "descender, aparecerse" (en el sentido de 'descender del cielo'), se refiere a la encarnación de la esencia de ser un ser sobrehumano u otra forma de deidad. La palabra también implica "superar, eliminar, derribar". Para Daniel Bassuk, en las tradiciones hindúes, 'cruzar o descender' es simbólico del descenso divino de 'la eternidad en el reino temporal, de lo incondicionado a lo condicionado, de la infinitud a la finitud'. Para Justin Edwards Abbott, un avatar es una encarnación saguna (con forma, atributos) del nirguna Brahman o Atman (alma).
Ni los Vedas ni los Upanishads principales mencionan la palabra avatar como sustantivo. Las raíces y formas verbales, como avatarana, aparecen en textos hindúes postvédicos antiguos, pero como 'acción descendente', pero no como una persona encarnada (avatara). El verbo relacionado avatarana es, según Paul Hacker, usado con doble significado, uno como la acción del divino que desciende y el otro como el 'dejando la carga del hombre' que sufre las fuerzas del mal.
El término se encuentra más comúnmente en el contexto del dios hindú Visnú. La primera mención de Visnú se manifestó en forma humana para potenciar el bien y luchar contra el mal, como la palabra sambhavāmi en el versículo .6 y la palabra tanu en el versículo 9.11 del Bhagavad Gita, así como akriti y rupa en otros lugares. En los textos medievalales, después del siglo VI, es donde empieza a aparece el avatar como sustantivo, con el significado de encarnación de una deidad. La idea de la encarnación prolifera a partir de entonces, con historias puránicas de muchas deidades, y con ideas como las de ansha-avatar o encarnaciones parciales.
Si bien los avatares de otras deidades como Ganesha y Shiva también se mencionan en textos hindúes medievales, son ocasionales. La doctrina de la encarnación es una de las diferencias importantes entre el vaishnavismo y las tradiciones shaivistas del hinduismo.

### Avatar versus encarnación
La traducción del avatar como 'encarnación' ha sido cuestionada por teólogos cristianos, quienes afirman que una encarnación es carnal e imperfecta, mientras que el avatar es mítico y perfecto. El concepto teológico de Cristo como una encarnación, como se encuentra en la cristología, presenta el concepto cristiano de la encarnación. Esto, afirman Oduyoye y Vroom, es diferente del concepto hindú de avatar porque los avatares en el hinduismo son irreales y similares al docetismo. Sheth no está de acuerdo y afirma que esta afirmación es una comprensión incorrecta del concepto hindú del avatar. Los avatares son verdaderas encarnaciones de la perfección espiritual, impulsadas por nobles objetivos, en tradiciones hindúes como el vaishnavismo.

## Islam
El islam rechaza completamente la doctrina de la encarnación de Dios en cualquier forma, puesto que el concepto se define como shirk. En el islamismo, Dios es uno y 'ni engendra ni es engendrado'.